# 福泉站
福泉站位于中华人民共和国贵州省黔南布依族苗族自治州福泉市马场坪街道，距离县城6公里，为沪昆铁路、瓮马铁路线上的一个二等客货运站。车站由成都局集团凯里车务段管理，客运办理旅客乘降；货运办理整车货物发到，货源吸引区为福泉市、瓮安县。

## 概况
原黔桂铁路在市境设有沙坪站（位于沙坪村），后因线路改道而废弃。而马场坪站随湘黔铁路施工始建于1969年，1972年开始试运营，1975年1月1日正式投入运营，当时站内设有4条到发线和4条货物线:508:204。1980年代末湘黔铁路复线化时增设5条股道。2000年车站更名为福泉站。
车站目前设9条股道，含2条正线和7条到发线；货场面积6.75万平方米，设4条货物线，并有通往瓮福（集团）有限责任公司和都匀发电有限公司的专用线。瓮马铁路建设时在本站东侧设有福泉制枕厂、铺架基地及公司福泉制梁场等单位。

## 交通状况
途经福泉火车站公交车及客车 
- 福泉—都匀
- 福泉—凯里
- 福泉—贵阳
- 福泉—马场坪
- 瓮安—都匀
- 瓮安—凯里